# Nulla poena sine lege
Thuật ngữ Nulla poena sine lege (tiếng La tinh: "không có hình phạt mà không có luật") nghĩa tiếng Việt là Vô luật bất hình dùng để chỉ một trong các nguyên tắc pháp lý là một người không thể bị trừng phạt vì thực hiện một hành vi nào đó mà luật không cấm. Nguyên tắc này được chấp nhận một cách rõ ràng và được duy trì trong các bộ luật hình sự của các nhà nước pháp quyền, bao gồm tất cả các chính thể dân chủ hiện nay. Nó có liên quan tới nguyên tắc gọi là Nullum crimen, nulla poena sine praevia lege poenali (nguyên tắc luật hình sự không có hiệu lực hồi tố).
Một trong các phức tạp của nguyên lý này có liên quan tới quyền sáng tạo luật của các thẩm phán tại các quốc gia theo hệ thống thông luật. Thậm chí ngay trong hệ thống dân luật (không cho phép luật lệ do thẩm phán sáng tạo ra) thì nó cũng là phức tạp, do ranh giới giữa chức năng diễn giải luật trong luật hình sự và sự sáng tạo ra luật của thẩm phán là không rõ ràng.
Câu hỏi về quyền tài phán đôi khi có thể mâu thuẫn với nguyên tắc này. Ví dụ, tập quán quốc tế cho phép bất kỳ quốc gia nào cũng có thể khởi tố hải tặc (áp dụng quyền tài phán quốc tế), thậm chí ngay cả khi hải tặc không thực hiện hành vi tội phạm trong khu vực thuộc thẩm quyền điều chỉnh của luật pháp quốc gia này. Nguyên tắc tương tự đã xuất hiện trong vài thập niên gần đây, liên quan tới các tội phạm như tội diệt chủng; và Nghị quyết 1674 Hội đồng Bảo an Liên hiệp quốc "xác nhận một lần nữa các điều khoản của các đoạn 138 và 139 trong văn kiện kết quả Hội nghị Thượng đỉnh Thế giới năm 2005 liên quan tới trách nhiệm bảo vệ dân cư trước tội phạm diệt chủng, tội phạm chiến tranh, thanh tẩy chủng tộc và các tội phạm chống lại con người" thậm chí nếu quốc gia trong đó dân cư bị hành hung không công nhận các vụ việc hành hung này như là sự vi phạm luật trong nước. Tuy nhiên, dường như là quyền tài phán quốc tế không được mở rộng một cách đáng kể đối với các tội phạm khác, để phù hợp với Nulla poena sine lege.
Luận cứ được đưa ra là việc áp dụng này không vi phạm nguyên tắc nulla poena sine lege, do các hành vi nói trên, thậm chí nếu không bị ngăn cấm bởi luật pháp của một quốc gia nào đó, vẫn là vi phạm luật quốc tế, điều mà nhiều nhà lý luận pháp lý nhìn nhận như là tương tự luật. Tuy nhiên, quan điểm này phụ thuộc vào việc chấp nhận do luật lệ chỉ là mục đích, sự suy đoán và sự thiên vị mang tính cá nhân, hơn là một điều gì đó đã được soạn thảo ra thành luật lệ một cách chính thức, đây là một bước mà nhiều người thực hành pháp lý hoàn toàn không được chuẩn bị để thực hiện, ngoại trừ mọi lý thuyết.
Các nhà lý luận của quy luật tự nhiên hay các nhà lý luận của học thuyết thần thánh xui khiến còn bổ sung xa thêm nữa rằng nguyên tắc nulla poena sine lege không bị vi phạm nếu hành vi bị trừng phạt là nhằm chống lại quy luật tự nhiên hay luật của Chúa (hay thần thánh), thậm chí nếu như hành vi đó không vi phạm luật lệ do con người đặt ra.